# Jean-Pascal Delamuraz

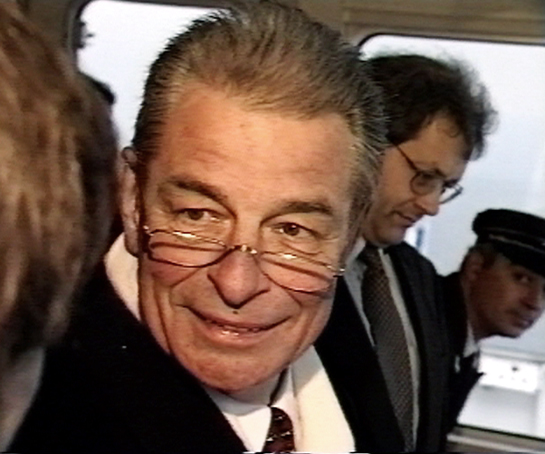
Jean-Pascal Delamuraz

Jean-Pascal Delamuraz (Vevey, 1 april 1936 - Lausanne, 4 oktober 1998) was een Zwitsers politicoloog en politicus voor de Vrijzinnig-Democratische Partij (FDP/PRD) uit het kanton Vaud. Van 1983 tot 1998 maakte hij deel uit van de Bondsraad. In 1989 en 1996 was hij bondspresident van Zwitserland.

## Biografie

### Opleiding
Delamuraz studeerde politicologie aan de Universiteit van Lausanne, waar hij promoveerde in 1960.

### Politicus
Hij was lid van de Vrijzinnig-Democratische Partij (FDP/PRD) en van 1965 tot 1970 was hij secretaris-generaal van de FDP/PRD van het kanton Vaud. Van 1966 tot 1969 was hij lid van de gemeenteraad van Lausanne. Van 1961 tot 1981 was hij wethouder. Hij bekleedde de functie van burgemeester van Lausanne van 1974 tot 1981. Van 1981 tot 1983 was hij lid van de Staatsraad van Vaud en beheerde hij de departement Landbouw, Handel en Industrie.
Bij de parlementsverkiezingen van 1975 werd Delamuraz verkozen in de Nationale Raad gekozen.

### Bondsraad
Op 7 december 1983 werd Delamuraz in de Bondsraad gekozen. Hij beheerde er het Departement van Militaire Zaken (1984-1986) en het Departement van Economische Zaken (1987-1998). In 1988 en 1995 was hij vicebondspresident en in 1989 en in 1996 Bondspresident. Hij bleef in de Bondsraad tot 30 maart 1998, toen hij aftrad om gezondheidsredenen. Later dat jaar zou hij overlijden.
Als Bondsraadslid zette hij zich in voor Zwitsers lidmaatschap van de Wereldhandelsorganisatie en van de Europese Unie. Dat eerste lukte de populaire Delamuraz. De Zwitserse bevolking stemde echter tegen Zwitserse deelname aan een Europese handelsorganisatie (1992) en de regering besloot daarom Delamuraz' voorstel, lidmaatschap van de EU, niet te laten onderwerpen aan volksstemming, waarna het voorstel in de ijskast verdween. In 1997 kwam Delamuraz negatief in het wereldnieuws toen hij de Joodse miljardenschadeclaim ter compensatie voor het niet door de Zwitserse regering teruggeven Joodse geld "chantage" noemde. Later sprak hij zijn verontschuldigingen uit.
Na zijn aftreden was president van de Nieuw Zwitserse Europese Beweging. Jean-Pascal Delamuraz overleed op 62-jarige leeftijd.